# آنری پادو (شناگر)
آنری پادو (فرانسوی: Henri Padou Jr.‎؛ ۲۱ اوت ۱۹۲۸ – ۱۶ نوامبر ۱۹۹۹) شناگر اهل فرانسه بود.
وی در مسابقات کشوری و بین‌المللی در مجموع برندهٔ ۱ مدال برنز شده‌است.